# Čegemské vodopády
Čegemské vodopády (rusky Чегемские водопады) jsou přírodní památka na Severním Kavkazu na území Čegemského okresu Kabardsko-balkarské republiky Ruské federace. Vodopády se nacházejí v Čegemské soutěsce na horním toku řeky Čegem. Čegemské vodopády jsou oblíbeným turistickým cílem a výletním místem v této části severokavkazského regionu.

## Geografie
Přírodní památku tvoří soustava vodopádů na řece Čegem, respektive na jejích přítocích Adaj-Su, Sakal-Tup a Kajarty. Z administrativního hlediska lokalita, na niž se nachází severní úsek Čegemské soutěsky s Velkým Čegemským vodopádem, přináleží do katastru obce Chušto-Syrt. Od okresního města Čegem je přírodní památka vzdálená 44 km a od kabardsko-balkarské metropole Nalčiku 55 kilometrů.

## Soustava vodopádů

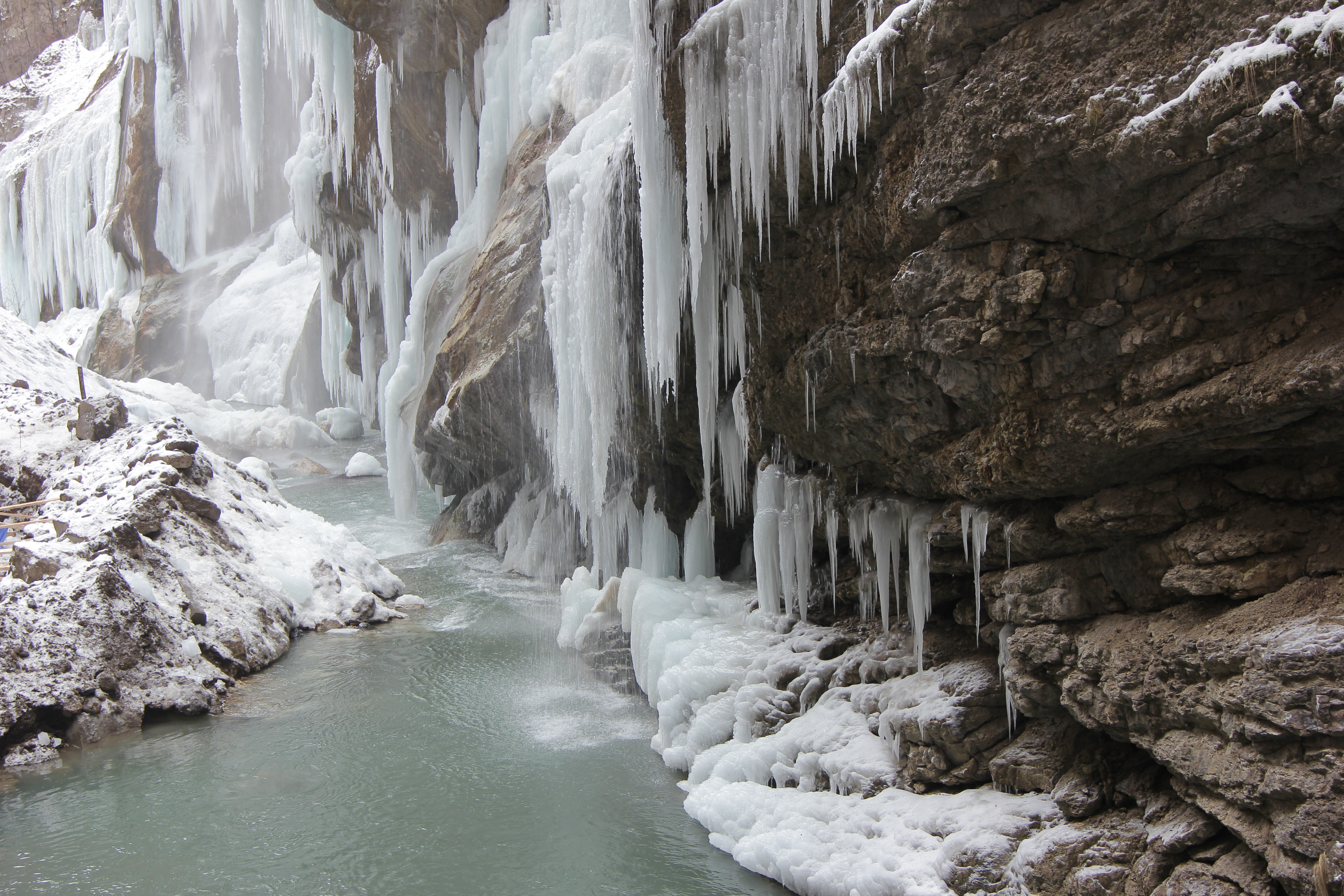
Velký vodopád v zimě

Prvním z Čegemských vodopádů, nejseverněji položeným, je Malý Čegemský vodopád, který se  nachází asi 2 km jižně od obce Nižnij Čegem na říčce Adaj-Su, která je pravostranným přítokem Čegemu. Bývá také nazýván stejně jako říčka Adaj-Su, což v překladu znamená Dívčí cop. Tento 30 metrů vysoký vodopád je z celé soustavy považován za nejvodnatější.
V Čegemské soutěsce, zvané Su-Azu (Су-Азу, v překladu Vodní hrdlo) se na říčce Sakal-Tup, která z pravé strany ústí do Čegemu, nachází další vodopád. Spadá z výšky v obřím žlabu, podobně jako Malý Čegemský vodopád, je však méně vodnatý. Čegemská soutěska je v nejužších místech široká pouze kolem 25 metrů. Velký (Hlavní) Čegemský vodopád se nachází v soutěsce o něco jižněji ve vzdálenosti zhruba 2 km od obce Chušto-Syrt.
Vodopád spadá jako kaskáda po skalních stupních zprava do vod Čegemu. Skládá se z více vodních proudů, na něž se dělí tok říčky Kajarty, která se zde vlévá do Čegemu. Některá místa, odkud vodopády stékají do Čegemu, se nacházejí ve výšce 50 až 60 metrů, další proudy tryskají v různých výškách přímo ze skalní stěny. V horních partiích nad údolím se nacházejí vyhlídkové plošiny se zpoplatněným vstupem, odkud je možno pozorovat vodopády shora.

## Vodopády ve fotografii
K popularitě Čegemských vodopádů přispěl mj. i ruský fotograf Jurij Petrovič Jerjomin (Юрий Петрович Ерёмин, 1881—1948), který navštívil tuto oblast Severního Kavkazu v roce 1935. Zavítal i do Čegemské soutěsky a pořídil zde snímky Velkého vodopádu, nazývaného tehdy podle soutěsky též Su-Azu, který jej velmi zaujal.

## Galerie

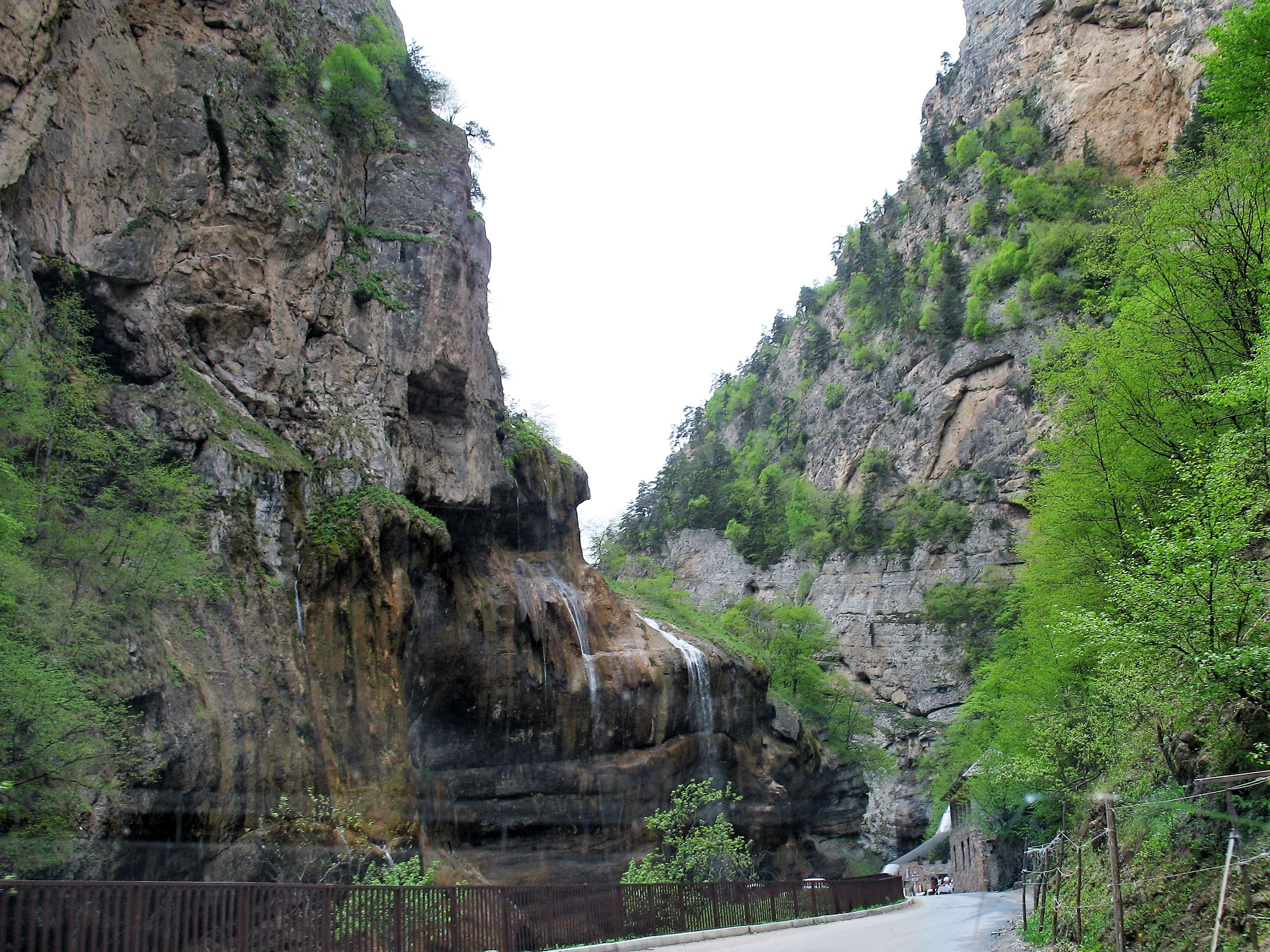
Příjezd k Velkému Čegemskému vodopádu
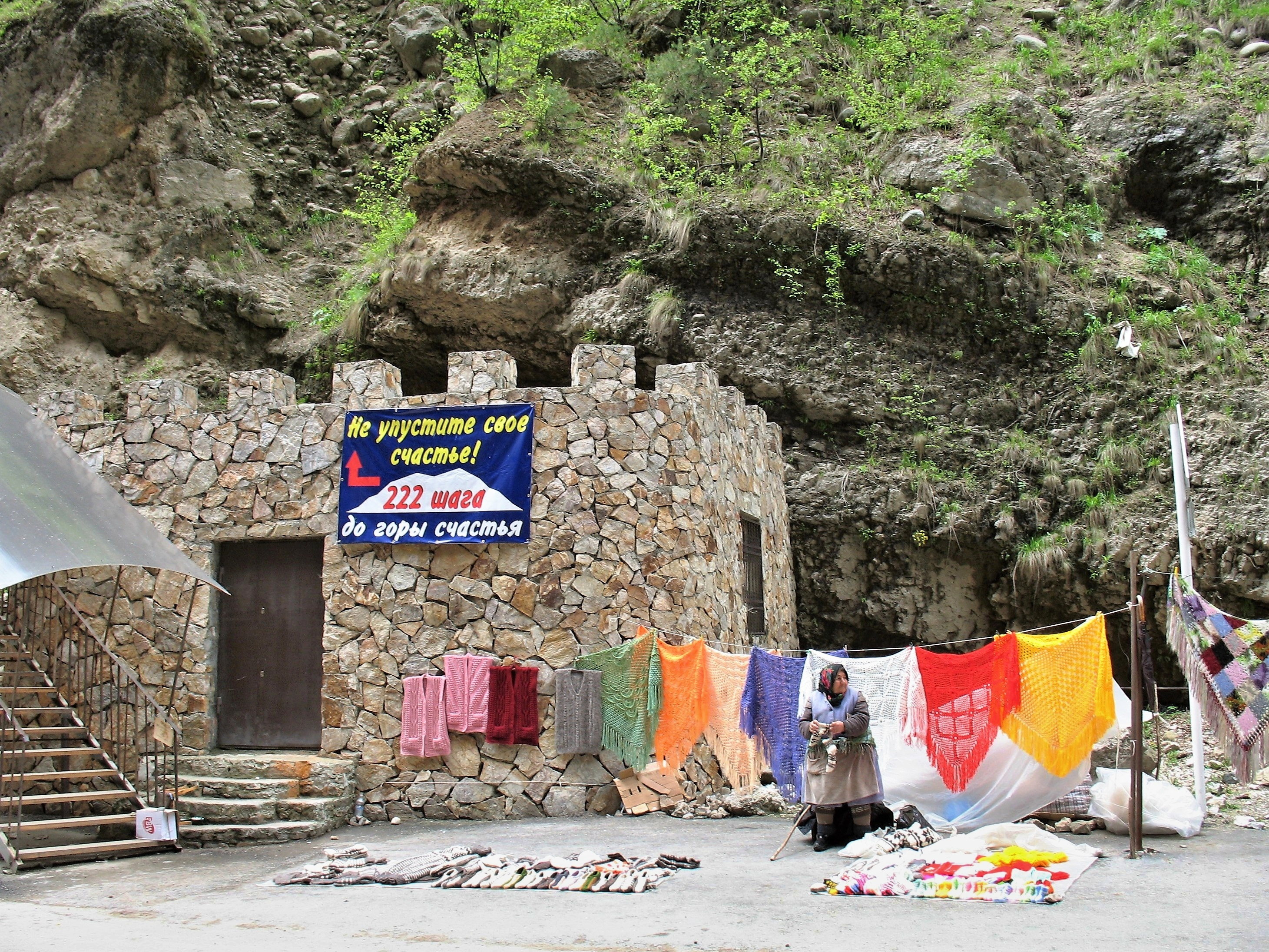
Nabídka pletených výrobků pro turisty
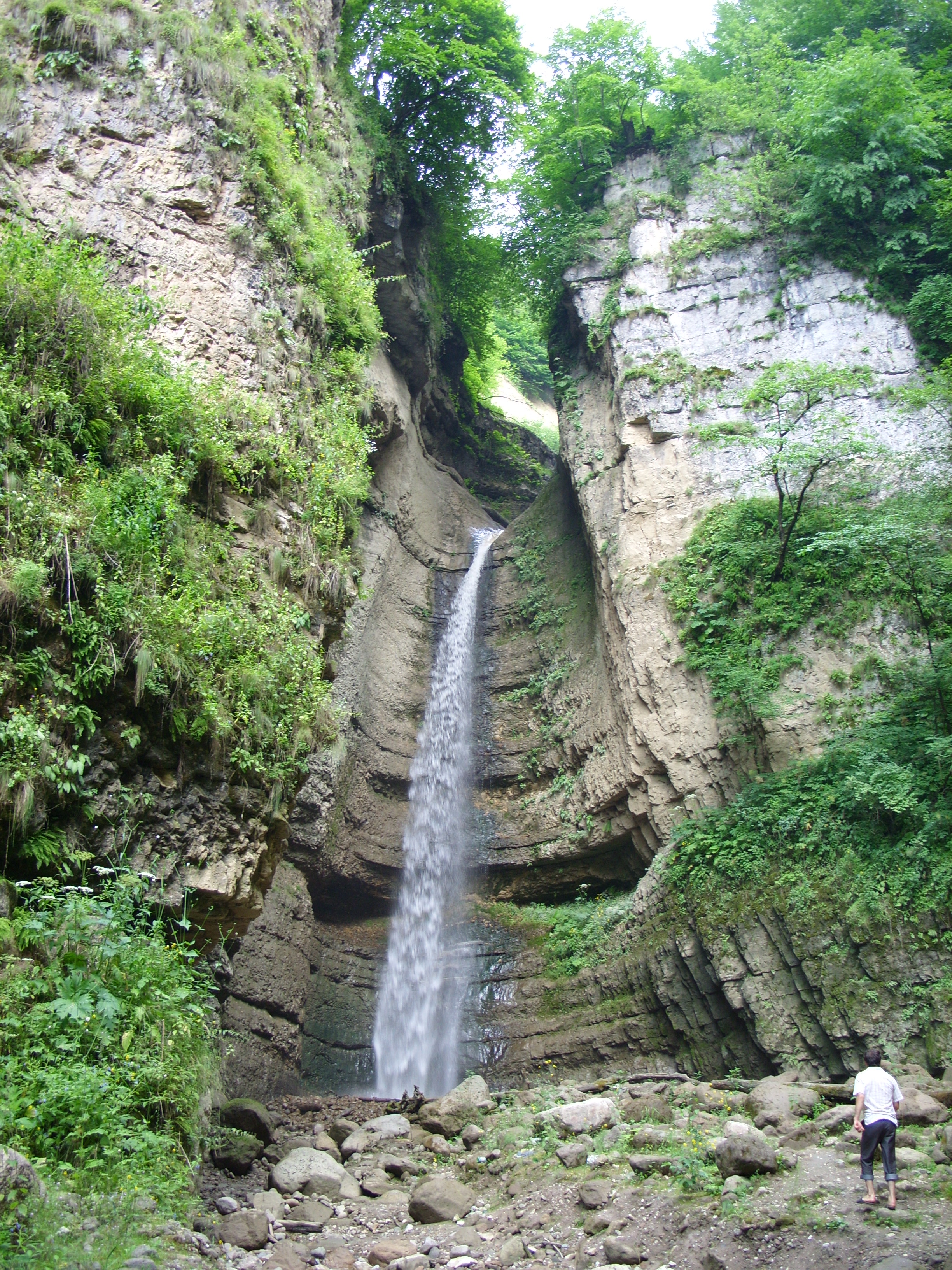
Malý Čegemský vodopád na Adaj-Su
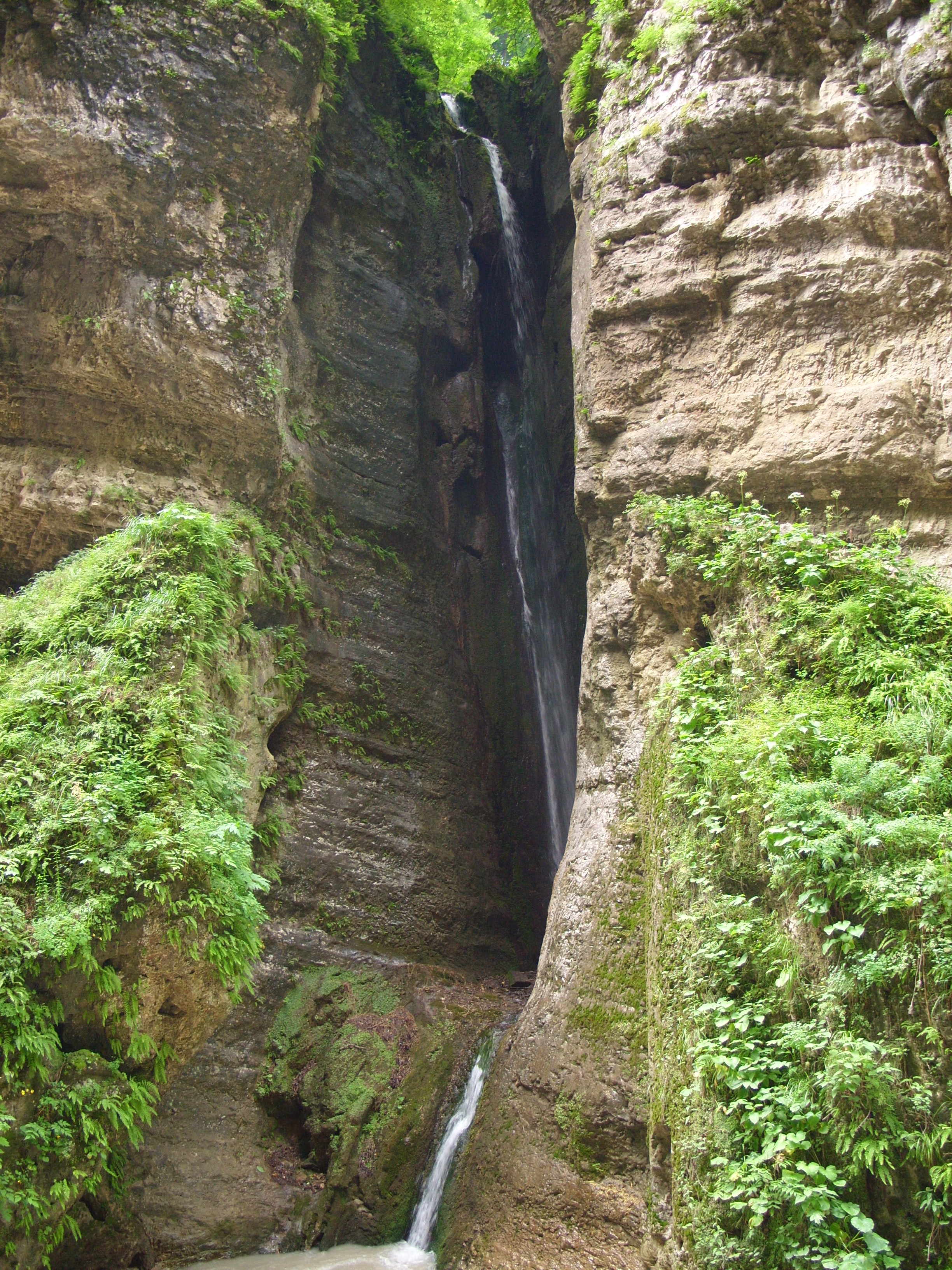
Vodopád na potoce Sakal-Tup
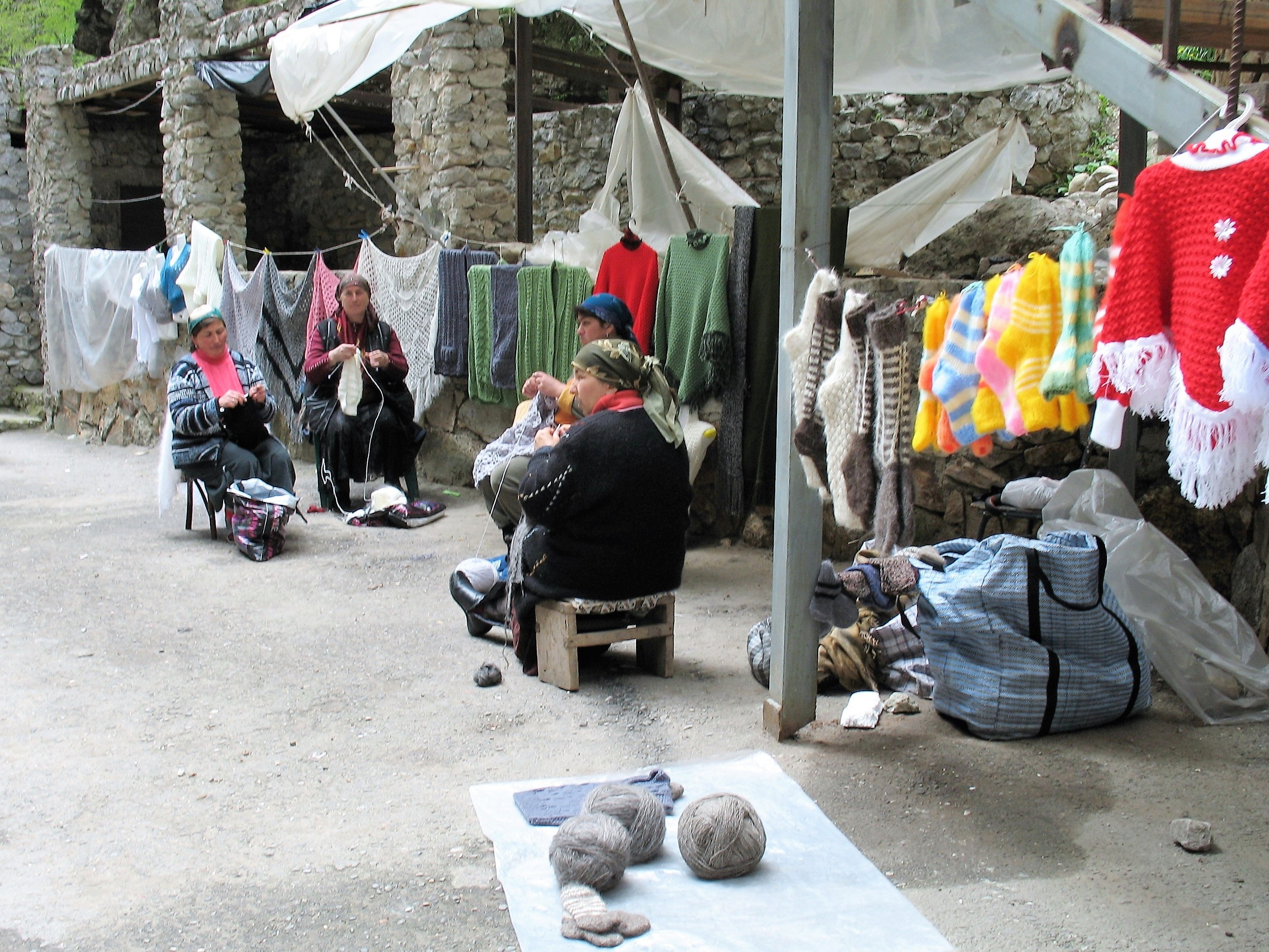
Prodej suvenýrů u Velkého vodopádu
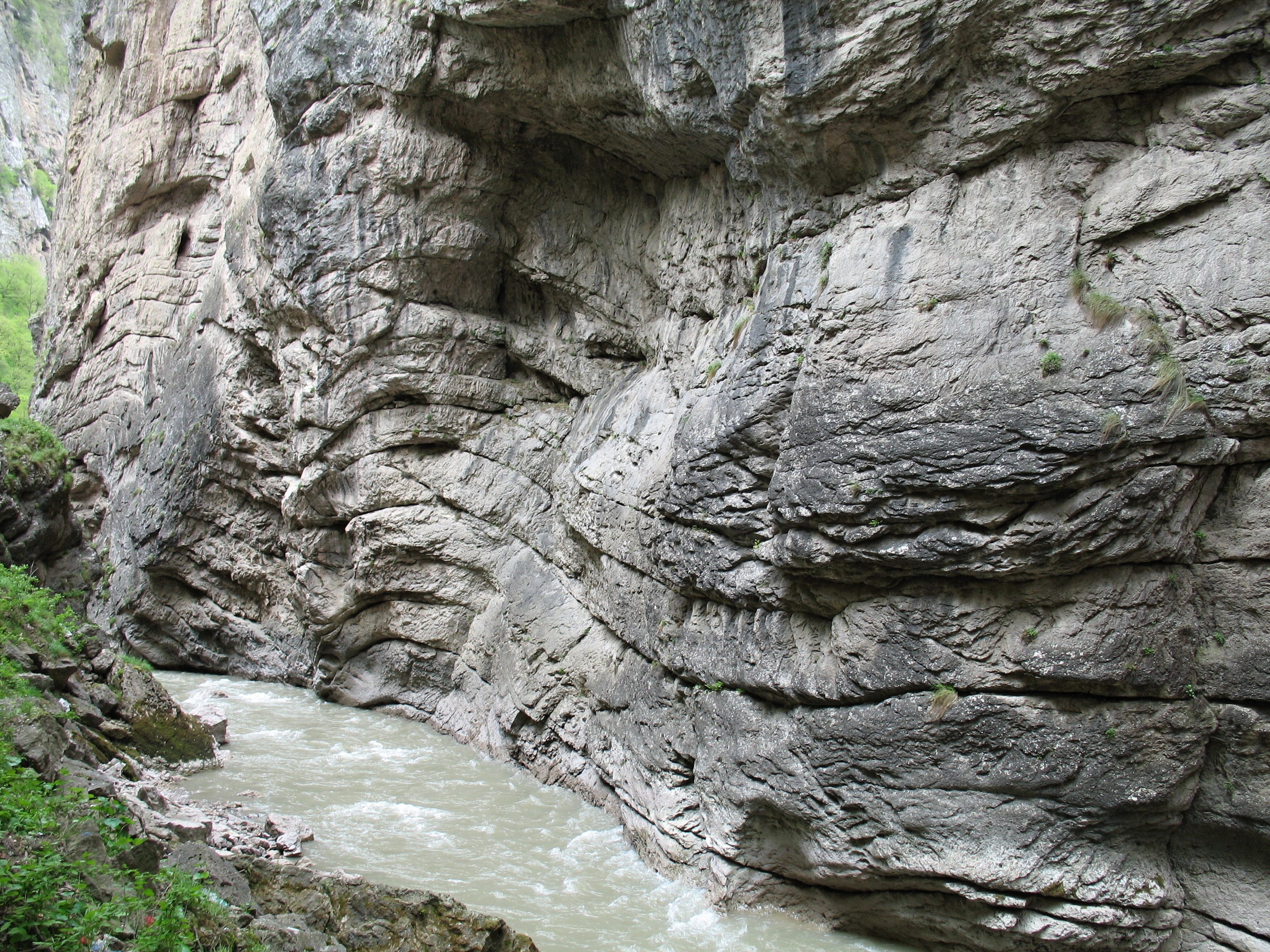
Struktura skal v Čegemské soutěsce